# 남방 우편기

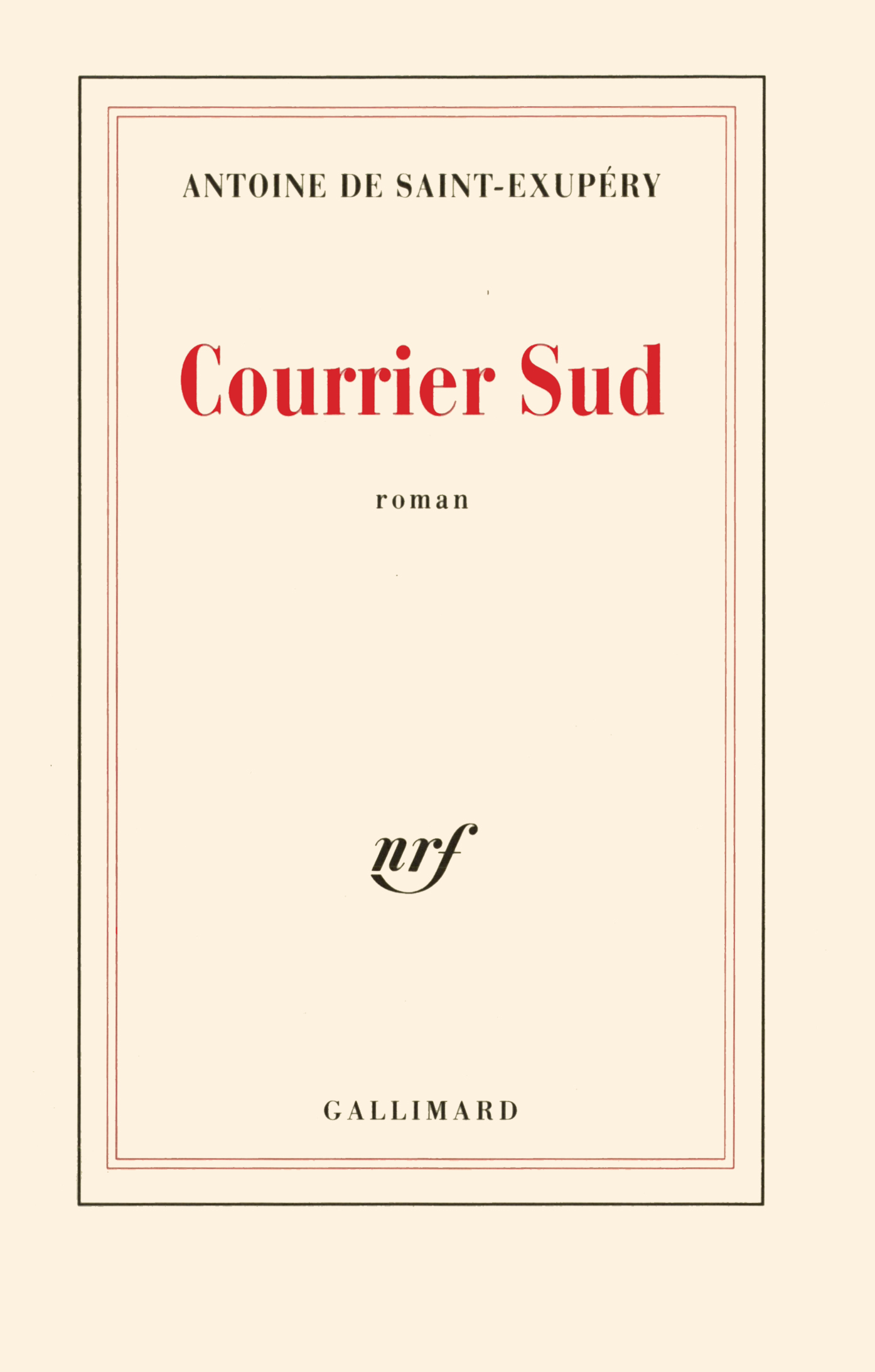
남방 우편기의 초판 커버

남방 우편기(프랑스어: Courrier Sud)는 1929년에 앙투안 드 생텍쥐페리 최초의 장편소설이다. 이 소설은 그 후에는 볼 수 없는 통속소설의 일면을 볼 수 있다.

## 줄거리
이 소설은 더 위대한 것을 항해하려는 조종사의 내면을 담고 있다. 수천 미터 상공의 고독함과 두려움, 비행사의 사랑과 죽음을 그린 작품이다.